# 仙石綾香
仙石 綾香（せんごく あやか、芸名：千景（ちかげ））は、現役の向島芸者。
置屋千石の経営をしながら、伝統芸能を継承し、イベントなどを開催しながら一般向けの文化紹介活動も行っている。さらに、一般社団法人ジャパンエレガンススタイル協会の実践テーブルマナーインストラクターとしても活動。
宮城県多賀城市出身。

## 経歴
- 宮城県多賀城市に生まれ、3歳の頃からモダンバレエやジャズダンスを学ぶ。高校は2008年に宮城県立泉館山高等学校を卒業、大学は2024年に日本大学文理学部史学科を卒業。20歳で向島の芸者としての修行を始め、芸名「千景」で半玉としてお座敷に上がる。日本舞踊や鳴物、茶道など、多様な芸事を学び、向島を拠点に活動している。
- 2010年に東京都墨田区向島の芸者置屋「梅福」に所属し、芸者として本格的な修業を開始。そこで多くの伝統芸能や芸者としての技術を学ぶ。芸名「千景」は、梅福の女将が名付けたもの。2016年3月に置屋「千石」を設立して独立。2022年に 小唄 不二派 師範取得、2023年に日本舞踊 板東流 師範取得。2024年時点で6名の芸者・芸者見習いが所属している。

## 名取、師範
- 日本舞踊では「坂東扇綾」として師範を取得している。
- 茶道においては表千家に属し、「千宗香」として伝統的な茶道を学ぶ。
- 小唄においては「不二小綾」の名を受け継いでいる。

## 俳優業
芸者としての活動だけでなく俳優業にも進出しており、いくつかのテレビドラマにも出演している。主な出演作は以下の通り。
- 華麗なる一族（2021年4月18日 - 7月11日、WOWOW）
- プロミス・シンデレラ（2021年7月13日 - 9月14日、TBS）
- 合理的にあり得ない〜探偵・上水流涼子の解明〜（2023年4月17日 - 6月26日、関西テレビ・フジテレビ） - 深雪[1] 役